# صرع ليلي
الصرع الليلي هو اضطراب اختلاجي تحدث فيه النوبات الاختلاجية خلال النوم فقط. يمكن أن تظهر عدة أشكال شائعة من الصرع -ومن ضمنها صرع الفص الجبهي- بشكل ليلي.
يمكن أن يكون الصرع ليليًا إذا كان نمط الصرع يحرض النوبات الاختلاجية عندما يكون المريض نائمًا فقط، أو إذا كان الشخص يعاني في العادة من نوبات خلال هذا الوقت. في الحالة الثانية، إذا كان الشخص مستيقظًا في الوقت الذي ينام خلاله عادة، يمكن أن يعاني من النوبة في هذا الوقت حتى لو كان مستيقظًا. لذلك يعتبر التزام المريض ببرنامج نوم طبيعي أمرًا ضروريًا. يمكن أن يؤدي تغيير أوقات النوم إلى هجمات أكثر من الأعراض الصرعية للأشخاص المصابين بالصرع الليلي، وهي يمكن أن تحدث خلال اليقظة حتى كما ذكرنا سابقًا.

## التشخيص
يمكن أن تكون هذه الحالة صعبة التشخيص، فقد يكون المصاب جاهلًا بكونه مصابًا باضطراب اختلاجي، كما أن الحركات غير الإرادية التي يقوم بها المصاب خلال نومه قد تبدو مشابهة لتلك التي تحدث خلال النوم الطبيعي فلا يميزها الآخرون. يمكن أن يلاحظ المصابون بالنوبات الليلية بعض الأعراض غير الطبيعية بعد الاستيقاظ، مثل الصداع أو تبليل الفراش أو عض اللسان أو إصابة العظام أو المفاصل أو الشد أو الضعف العضلي أو التعب أو الدوخة. كما يمكن أن يلاحظ الآخرون سلوكيات نفسية مضطربة مترافقة مع الآثار التالية للنوبة. يمكن أن يستيقظ النائم بجانب المريض على ركلة مفاجئة، أو يجد نفسه فجأة قد أصبح على الأرض.
هناك الكثير من المخاطر الصحية المرتبطة بالنوبات الاختلاجية الليلية، مثل ارتجاج الدماغ والاختناق والموت المفاجئ غير المتوقع (SUDEP).

### التصنيف
يمكن تقسيم الصرع بصرف النظر عن كونه ليليًا أو لا إلى نوعين فهو إما أن يكون معممًا أو جزئيًا. تترافق المتلازمة الصرعية المعممة مع فرط نشاط معمم في الدماغ، حيث تنطلق الإشارات الكهربائية من جميع أجزاء الدماغ دفعة واحدة، ويكون أساس هذه المشكلة وراثيًا في كثير من الحالات. في حين يحدث الصرع المعمم في جميع أجزاء الدماغ، يتكون الصرع الجزئي أو الموضع من فرط نشاط دماغي موضع، مما يعني أن النوبات تقتصر على جزء واحد من الدماغ أو عدة أجزاء محددة ومتزامنة.

## العلاج
كما هو الحال في أشكال الصرع الأخرى، يمكن علاج الصرع الليلي باستخدام مضادات الاختلاج. بالرغم من فعالية مضادات الاختلاج لدى الأشخاص المصابين بالصرع الليلي، يبدو أن هذه الأدوية يمكن أن تؤدي إلى اضطراب في نظام نوم المريض. يمكن أن يكون هذا الأمر مقلقًا بشكل خاص للمصابين بالصرع الليلي لأن الحصول على نوم صحي غير متقطع من أهم خطوات العلاج، لأنه يقلل من احتمال حدوث الأعراض الصرعية.
في دراسة أجراها كل من في. برادلي ودي. أونيل حللت الأنماط المختلفة من الصرع ومن ضمنها الصرع الليلي وعلاقته بالنوم. وُجد أن بعض المرضى لم يعانوا من الأعراض الصرعية إلا خلال النوم (الصرع الليلي)، كما ظهر أن الحفاظ على نظام نوم جيد أدى إلى تقليل هذه الأعراض. أظهرت دراسة أخرى أن الأدوية المضادة للاختلاج يمكن أن تقلل من الصرع للحد الأدنى ليس فقط بالنسبة للأشخاص المستيقظين بل خلال النوم أيضًا. لكن بعض هذه الأدوية أدت إلى حدوث تأثيرات جانبية على بنية نظام نوم المريض، مما قد يفاقم الأعراض الصرعية لدى المصابين بالصرع الليلي.
من أجل تقليل الأعراض الصرعية لدى هؤلاء الأشخاص، من المهم إيجاد دواء مضاد للاختلاج لا يؤدي إلى اضطراب في النوم. كانت الأدوية مضادة الاختلاج المجربة لتحقيق هذا الشرط هي: فينوباربيتال وفينيتوين وكاربامازيبين ولاموتريغين وتوبيرامات وفيغاباترين وتياغابين وليفيتيراسيتام وزونيساميد وأوكسكاربازيبين. ظهر أن دواء أوكسكاربازيبين أدى إلى أقل قدر من التأثيرات الجانبية المتعلقة بالنوم. أظهرت دراسة أخرى أنه يحسن من مرحلة نوم الأمواج البطيئة واستمرارية النوم لدى مرضى الصرع.